# Team (groupe)
Pour les articles homonymes, voir Team.
Team, parfois stylisé TEAM, est un groupe de pop rock slovaque, originaire de Martin, chantant en slovaque et en espéranto. Apparu pendant les années 1980, le groupe est réputé pour ses morceaux tels que Reklama na ticho, Držím ti miesto et Severanka.

## Biographie
En 1989, 1990 et 1991, le groupe participe au concours musical Zlatý slávik. En 1991, leur chanteur, Pavol Habera, remporte le premier prix face à Karel Gott.
En 1989, ils sortent leur album intégralement en espéranto, Ora Team. L'album est traduit par Giorgio Silfer et Perla Martinelli depuis leurs morceaux en slovaque, avec l'accord de Stano Marček. L'album est publié en Slovaquie au label Opus.
En 2005 sort Držím ti miesto, qui deviendra la bande son du film Hostel, réalisé par Eli Roth.
En 24 octobre 2016, TEAM publie son nouvel album et compilation Od A po Zet, qui comprend des morceaux enregistrés pendant leur période aux labels Opus et Tommü Records. En 2017, le groupe joue aux côtés de Haberou au festival Benátská. Il participe dans la foulée au festival Votvírák

## Discographie
- 1988 : Team
- 1989 : Ora Team
- 1989 : Team 2 – Prichytený pri živote
- 1990 : Team 3
- 1991 : Team 4
- 1993 : Team 5
- 1996 : Team 6 – Voľná zóna
- 2000 : Team 7 – 7edem
- 2002 : Team 8 – Mám na teba chuť
- 2003 : Team – Live in Praha
- 2004 : Team X
- 2007 : Team 11
- 2016 : Od A po Zet (best-of)